# Just Dance – Tylko taniec!
Just Dance – Tylko taniec! (ang. Make It Happen) – amerykański dramat filmowy z 2008 roku.
Jest to historia młodej dziewczyny z małego miasteczka, która przyjeżdża do Chicago z marzeniem zostania profesjonalną tancerką.

## Obsada
- Mary Elizabeth Winstead – Lauryn
- Tessa Thompson – Dana
- Riley Smith – Russ
- John Reardon – Joel
- Julissa Bermudez – Carmen
- Ashley Roberts – Brooke
- Karen LeBlanc – Brenda
- Matt Kippen – Wayne
- Erik Fjeldsted – Marty, mechanik
- Aaron Merke – Clay, mechanik
- Leigh Enns – zalotna klientka
- Christina Grace – tancerka na przesłuchaniu
- Debbie Patterson – recepcjonistka na przesłuchaniu
- Sofia Costantini – asystentka choreografa
- Jeremy Koz – dobrze wyglądający facet
- Gordon Tanner – David Lancer, choreograf
- Michael Xavier – Marcus
- Duncan Tran – uliczny tancerz
- Nigel Holt – uliczny tancerz
- Ernie Pitts – DJ u Malcolma
- Tara Birtwhistle – mama Lauryn
- Sara Thompson – młoda Lauryn
- Alexandra Herzog – dziewczyna
- Terry Ray – mężczyzna na imprezie urodzinowej
- Kyle Nobess – Charlie

## Lista utworów
1. "Teach Me How To Dance" w wykonaniu Che’Nelle
2. "Shawty Get Loose" w wykonaniu Lil' Mamy, T-Paina i Chrisa Browna
3. "Love Ya" w wykonaniu Unkle Jam
4. "Bottoms Up" w wykonaniu Keke Palmer
5. "Beware of the Dog" w wykonaniu Jamelii
6. "Push It" w wykonaniu Salt 'n Pepa
7. "Just Dance" w wykonaniu Lady GaGi
8. "Hoodie" w wykonaniu Lady Sovereign